# Paços da Serra
Paços da Serra ist eine Gemeinde (Freguesia) im portugiesischen Landkreis Gouveia. In ihr leben 502 Einwohner (Stand 19. April 2021).